# Miconia thysanophylla
Miconia thysanophylla är en tvåhjärtbladig växtart som beskrevs av John Julius Wurdack. Miconia thysanophylla ingår i släktet Miconia och familjen Melastomataceae. Inga underarter finns listade i Catalogue of Life.